# Temperatura negativa

La entropía de un sistema cuyas partículas sólo pueden tener energía 0 ó ε es máxima cuando la energía media de cada partícula es ε/2. Si la energía del sistema aumenta, la temperatura del sistema se vuelve negativa.

En física, existen ciertos sistemas que pueden alcanzar temperaturas negativas, es decir, temperaturas que en la escala absoluta poseen valores negativos.
En escalas comunes como la escala Celsius, se puede enfriar un sistema por debajo de cero grados, y la temperatura es entonces un número negativo. Sin embargo, un sistema con temperatura absoluta negativa no es más frío que el cero absoluto; por definición, no puede enfriarse un sistema por debajo del cero absoluto.
Por el contrario, un sistema con temperatura negativa está más caliente que un sistema con temperatura positiva: al poner dos sistemas en contacto, uno de ellos con temperatura negativa y el otro con temperatura positiva, el primero perderá energía en forma de calor en favor del segundo.
La mayoría de los sistemas físicos no pueden alcanzar temperaturas negativas, dado que al añadir energía a un sistema casi siempre aumenta su entropía. Sin embargo, existen sistemas que sólo pueden contener una cantidad finita de energía. En dichos sistemas, a medida que su energía se acerca a esta cota, su entropía puede decrecer. Puesto que la temperatura puede entenderse como la relación entre la entropía y la energía, este decrecimiento se traduce en una temperatura negativa.